# Рабухин, Александр Ефимович
Александр Ефимович Рабу́хин (7 октября 1899, Витебск — 1 марта 1979, Москва) — советский фтизиатр. Заслуженный деятель науки РСФСР (1960).

## Биография
Окончил в 1922 г. медицинский факультет Харьковского университета, затем работал в его терапевтической клинике.
В 1924—1940 годах — научный сотрудник Харьковского научно-исследовательского института туберкулёза. С 1940 года в Москве — профессор Центрального института усовершенствования врачей.
Рабухин — автор 150 научных работ по вопросам клиники туберкулёза и его химиотерапии, в том числе 11 монографий.
Лауреат Ленинской премии (1980, за цикл работ «Фундаментальные исследования по эпидемиологии, диагностике, лечению и организации борьбы с туберкулёзом» (1948—1976)), Государственной премии СССР (1976).
Похоронен на Кунцевском кладбище.

Могила Рабухина

Дочь — Н. А. Рабухина (1930—2011), доктор медицинских наук, профессор, заслуженный врач РФ (2006).

## Научные труды
- Ранние формы туберкулеза у взрослых (1946)[2]
- Эпидемиология и профилактика туберкулеза (1957)[3]
- Саркоидоз (1975)
- Что нужно знать о туберкулезе (1976)[4]
- Актуальные вопросы пненмологии (1978)[5]
- Современные особенности эпидемиологии, клиники и патогенеза туберкулеза легких (1978)
- Что нужно знать о туберкулезе (1981)
- Избранные труды (1983)